# Takao Yamauchi
Takao Yamauchi (Hyogo, 4 september 1978) is een voormalig Japans voetballer.

## Carrière
Takao Yamauchi speelde tussen 2001 en 2002 voor Cerezo Osaka.